# Гостун (село)
Госту̀н е село в Югозападна България, част от община Банско, област Благоевград.

## География
Село Гостун се намира в планински район. Намира се на четири-пет километра от Места, от главния път за Гоце Делчев.

## История
Църквата „Свети Илия“ е от XVIII век.
До 1934 година името на селото е Густун. В „Етнография на вилаетите Адрианопол, Монастир и Салоника“, издадена в Константинопол в 1878 година и отразяваща статистиката на населението от 1873 година Гостун (Gostoun) е посочено като село със 110 домакинства и 380 българи.
В 1889 година Стефан Веркович („Топографическо-этнографическій очеркъ Македоніи“) отбелязва Гостун като село със 100 български къщи.
В 1891 година Георги Стрезов пише за селото:
| „ | Гостун, 6 часа на С от Неврокоп до левия бряг от Места. Планинисто и каменисто място. Овчари и малцина зидари. Българска църква. Къщи 80, българе. | “ |

При избухването на Балканската война в 1912 година един човек от Густун е доброволец в Македоно-одринското опълчение.

## Личности
Родени в Гостун
- Георги Ангелов, македоно-одрински опълченец, Нестроева рота на 10 прилепска дружина[8]
- Иван Лебанов (р. 1957), български ски бегач и политик, кмет на Велинград
- Спас Попов (р. 1937), български писател
- Вельо Дръндаров (1955), кандидат за народен представител в XLII и XLIII народни събрания от листата на ПП АТАКА

## Други
Носът Гостун на остров Сноу в Антарктика е наименуван в чест на село Гостун.